# Грозов, Сергей Александрович
Сергей Александрович Грозов (21 августа 1960, село Заря, Саратский район, Одесская область, Украинская ССР) — советский и украинский футболист, нападающий, полузащитник. В высшей лиге чемпионата Украины 1992 года провёл 12 игр в составе николаевского «Эвиса».

## Футбольная биография
Воспитанник ДЮСШ посёлка Сарата (Одесская область). Первый тренер — В. Р. Златов. В футбол начал играть в родном селе Заря в 1973 году. Позже выступал за команды Одессы и Тирасполя. В 1985 году по приглашению старшего тренера Евгения Кучеревского перешёл в николаевский «Судостроитель». Дебют в команде состоялся 30 марта 1985 года в матче с ровенским «Авангардом». Через месяц в домашней игре с хмельницким «Подольем» Грозов открыл счёт забитым мячам за «корабелов». В первом сезоне стал бронзовым призёром чемпионата УССР. В 1988 году разделил с Валерием Машниным и Юрием Горячевым звание лучшего бомбардира сезона николаевской команды. В 1992 году дебютировал в высшей лиге чемпионата Украины. Всего за николаевский «Судостроитель» / «Эвис» сыграл в 264 матчах забил 42 мяча.

## Статистика игр за «Николаев»
| Клуб                | Сезон               | Чемпионат | Чемпионат | Кубок | Кубок | Итого | Итого |
| Клуб                | Сезон               | Игры      | Голы      | Игры  | Голы  | Игры  | Голы  |
| ------------------- | ------------------- | --------- | --------- | ----- | ----- | ----- | ----- |
| Судостроитель       | 1985                | 34        | 5         | 0     | 0     | 34    | 5     |
| Судостроитель       | 1986                | 33        | 3         | 1     | 0     | 34    | 3     |
| Судостроитель       | 1987                | 46        | 7         | 0     | 0     | 46    | 7     |
| Судостроитель       | 1988                | 46        | 12        | —     | —     | 46    | 12    |
| Судостроитель       | 1989                | 41        | 4         | —     | —     | 41    | 4     |
| Судостроитель       | 1991                | 31        | 6         | —     | —     | 31    | 6     |
| Судостроитель       | Итого               | 231       | 37        | 1     | 0     | 232   | 37    |
| Эвис                | 1992                | 12        | 0         | 1     | 1     | 13    | 0     |
| Эвис                | 1992/93             | 21        | 4         | 4     | 1     | 25    | 5     |
| Эвис                | Итого               | 33        | 4         | 5     | 2     | 38    | 5     |
| Всего за «Николаев» | Всего за «Николаев» | 264       | 41        | 6     | 2     | 270   | 42    |